# جيم كولير
جيم كولير (بالإنجليزية: Jim Collier)‏ هو لاعب كرة قدم أمريكية أمريكي، ولد في 18 مايو 1939 في فان بيورين في الولايات المتحدة.

## وصلات خارجية
- جيم كولير على موقع مرجع كرة القدم المحترفة.كوم (الإنجليزية)
- جيم كولير على موقع كلية كرة القدم في سبورتس رفرنس.كوم (الإنجليزية)